# Tekapo (rivière)
Pour les articles homonymes, voir Tekapo.
La rivière Tekapo (en anglais : Tekapo River) s’écoule actuellement à travers le bassin de Mackenzie, dans la région de Canterbury, dans l’île du Sud de la Nouvelle-Zélande.

## Géographie
Initialement la rivière coulait vers le sud-ouest sur 25 km partir de l’extrémité sud du Lac Tekapo avant de se joindre à la rivière Pukaki et s’écouler dans l’extrémité nord du Lac Benmore. Toutefois maintenant l’essentiel des eaux du lac Tekapo sont déviées par le canal vers le Lac Pukaki qui forme une partie des projets  hydro-électrique de Waitaki (en). Ces lacs sont utilisés pour stocker l’eau d’hiver et occasionnellement durant la fonte des neiges, si elle est particulièrement importante ou si les stations hydro-électriques ont besoin de maintenance . L’eau peut alors repasser par le lit de la rivière. Ces évènements sont anticipés par les kayakistes, pour étendre les zones utilisables du lit de la rivière remis en forme par un courant meilleur pour eux à travers les rapides.

## Ressources
Bien que le lit de la rivière soit souvent à sec dans sa partie supérieure, elle garde un flux constant en dessous de la confluence de ses affluents, et en particulier des cours d’eau nommés Merryburn, Forks, et Greys. Le cours inférieur (en dessous de la confluence avec la rivière 'Merryburn' ) est réputé parmi les pêcheurs à la ligne pour les truites brunes ( Salmo trutta ) et les truites arc-en-ciel, bien que l’infestation récente par l’algue invasive nommée didymo (Didymosphenia geminata), ait quelque peu limité les opportunités pour la pèche à la ligne.